# 草甘膦
草甘膦（英語：Glyphosate），又譯為綜來春、農達、好過春、家家春、年年春、治草春、日產春、好伯春等，其商品名稱為Roundup，是一种廣效型的有机磷除草剂。它是一种非选择性内吸传导型茎叶处理除草剂，它是一種有機磷化合物，具體為膦酸酯。它用來殺死雜草，尤其是與作物競爭的一年生闊葉雜草。由孟山都公司的化學家約翰·弗朗茨在1970年發現，其專利於2000年到期。
農民很快接受草甘膦，特別是在孟山都推出了抗草甘膦（抗草甘膦大豆）轉基因作物（黃豆、棉花、油菜及玉米），使農民能夠殺死雜草而不會殺死他們的莊稼。
草甘膦使用时一般将其制成异丙胺盐或钠盐。草甘膦除草性能优异，极易通過葉面少量通過根吸收，並運送到植物生長點。它抑制植物酶參與合成的三個芳香氨基酸：酪氨酸，色氨酸和苯丙氨酸。因此，它僅在活躍生長的植物有效，而不是有效地作為芽前除草劑。对一年生及多年生杂草都有很高的活性。
透過基因改造，可使作物能耐草甘膦。2007年草甘膦是美國的農業領域最常用的除草劑，也是大多數家園、花園、政府、工業和商業使用的第二位。2010年在美國有93%的大豆耕地，相當大比例的玉米及棉花，種植的都是抗草甘膦種子，而阿根廷及巴西的比例更高。到了2016年出現了草甘膦除草劑應用頻率100倍增長，部分原因是應對前所未見的全球出現和蔓延的抗草甘膦雜草。
2013年德國聯邦風險評估研究所的毒理學回顧發現，對於相關的草甘膦配製劑和多種癌症的風險，包括非何傑金氏淋巴瘤（NHL）。「可用的數據是矛盾的，遠遠不具說服力」。2015年3月，世界衛生組織的國際癌症研究機構根據流行病學研究，動物實驗，以及體外研究，歸類草甘膦「可能人類致癌物」（2A類）。2015年11月，歐洲食品安全局公佈了草甘膦的最新評估報告，得出的結論是物質不太有機會具有遺傳毒性（即損害DNA）或構成對人類致癌的威脅。請注意，對食品風險的評估不適用曝露在噴灑了除草劑的環境周邊的人，例如：園丁，農民，住戶。因為直接曝露接觸的劑量將遠大於從食品中接觸到的除草劑。

## 性质
白色结晶，易溶于水、乙醇、丙酮、氯苯、煤油和二甲苯，不可燃，常温下稳定，易于运输。

## 化學
草甘膦是天然氨基酸甘氨酸的氨基膦類似物，像所有的氨基酸根據pH值存在於不同的離子狀態。兩者磷酸和羧酸部分可以被離子化和胺基可以被質子化且該物質存在作為一系列的兩性離子。在室溫下，草甘膦可溶於水（12克/升）。原始的草甘膦合成方法，三氯化磷和甲醛水解，得到磷酸鹽反應。甘氨酸然後與此磷酸鹽反應以產生草甘膦，它的名字是作為在該合成中使用的化合物的縮寫- 即甘氨酸和磷酸鹽。
PCl3 + H2CO → Cl2P(=O)-CH2Cl
Cl2P(=O)-CH2Cl + 2 H2O → (HO)2P(=O)-CH2Cl + 2 HCl
(HO)2P(=O)-CH2Cl + H2N-CH2-COOH → (HO)2P(=O)-CH2-NH-CH2-COOH + HCl
草甘膦的主要去活路徑是水解成氨甲基膦酸（AMPA）。

### 工業制取
1. 以氯乙酸銨（英语：Ammonium monochloracetate）為原料，先与氢氧化钙反应得到亚氨基二乙酸钙盐，在硫酸钠作用下生成亚氨基二乙酸。然后用三氯化磷、甲醛与亚氨基二乙酸反应，得到双甘膦（嘉磷塞）[6]，最后用浓硫酸或过氧化氢氧化双甘膦，得到草甘膦。从氯乙酸铵制取草甘膦
2. 自产亚磷酸三甲酯的企业采用亚磷酸三甲酯生产工艺生产草甘膦。
3. 采用亚磷酸二甲酯（DMMP，甲基磷酸二甲酯，膦酸二甲酯）生产工艺生产：亚磷酸二甲酯与甲醛、甘氨酸反应生成草甘膦二甲酯，然后水解得草甘膦。此法有效率高，纯度高的优点，是目前中国生产草甘膦的主要方法。[7]从亚磷酸二甲酯制取草甘膦

## 作用机制
草甘膦主要是阻碍芳香氨基酸的生物合成，即苯丙氨酸、色氨酸及酪氨酸通过莽草酸途径的合成。它对EPSPS合酶（5-烯醇丙酮酸莽草酸-3-磷酸合酶, 5-enolpyruvylshikimate-3-phosphate synthase）有抑制作用，该酶可以催化莽草酸-3-磷酸(shikimate-3-phosphate, S3P)和磷酸烯醇式丙酮酸(phosphoenolpyruvate)向5-烯醇丙酮酸莽草酸-3-磷酸(5-enolpyruvyl-shikimate-3-phosphate, EPSP)的转化，因此草甘膦干扰这一生物合成的酶促反应，导致莽草酸(shikimate)在生物体内的积累。抑制酶使莽草酸在植物組織積累並轉移其他生化過程的精力和資源。雖然幾小時內植物停止增長，需要幾天時間樹葉開始變黃。此外草甘膦也可以抑制其他植物酶和动物酶的活性。
草甘膦在高等植物内的代谢十分缓慢，曾测试出其代谢物为氨甲基膦酸和甲氨基乙酸。正由于草甘膦在植物体内具有高度的运转性能、缓慢的降解性能和高度的植物毒性，决定了它是一个理想的防除多年生杂草的除草剂。
目前正在研究对草甘膦有抗性植物的培养。生物化学家从微生物中筛选出体内含有EPSP过量的菌种，将其有关的基因导入到烟草和黄豆组织中，从而培养出能耐草甘膦的植株。

## 環境去向

在地面草甘膦降解途徑

草甘膦強烈吸附於土壤中，殘留物通常在土壤中不會移動。地下水和地表水的污染是有限的。草甘膦容易被土壤中的微生物降解為氨甲基膦酸（AMPA）。由於其強的吸附特性草甘膦和氨甲基膦酸不太可能移動到地下水。
草甘膦在土壤的半衰期為2天到197天之間；在一個典型的領域中半衰期建議為47天。土壤和氣候條件影響草甘膦在土壤中的持久性。草甘膦在水中的平均半衰期從數天到91天。
據國家農藥信息中心實表，既不在美國食品和藥物管理局的農藥殘留監控計劃，也沒有在美國農業部的農藥數據計劃，草甘膦不包括在檢驗化合物中。然而用每英畝草甘膦3.71磅（每公頃4.15公斤）處理，長達一年的土壤後，現場檢試表明，萵苣，胡蘿蔔，大麥中含有殘存的草甘膦。

## 使用
草甘膦可有效殺死多種植物，包括草本、闊葉和木本植物。 按體積計這是最廣泛使用的除草劑之一。2007年在美國農業部份，草甘膦是最常用的除草劑，使用82,000噸到84,000噸，第二最常用的在家庭和花園2300到3600噸以及政府使用5900到6,800噸在工業和商業上。它通常用於農業，園藝，葡萄栽培和造林，以及園林養護（包括家用）。它對一些三葉草物種和牽牛花影響相對較小。
草甘膦和相關的除草劑通常用在消滅侵入物種和棲息地恢復，特別是以增強原生植物，建立草原生態系統。可控應用通常結合一個選擇性除草劑和消滅雜草的傳統方法，如地膜覆蓋以達到最佳的效果。
在許多城市草甘膦沿著人行道和街道噴灑，以及在路面之間的裂縫，其中雜草常常生長。然而施加到堅硬表面的草甘膦高達24％可被水沖走。草甘膦污染地表水歸因於城市和農業用水。草甘膦用於清除鐵軌，擺脫多餘的水生植被。
草甘膦也可用於作物乾燥与催熟（小麦、玉米、大豆与棉花），以及增加甘蔗的蔗糖濃度，通常均在收获期前10~15天左右喷药。

### 轉基因作物
孟山都公司的科學家在一個名為CP4農桿菌菌株的反复試驗後，取得抗草甘膦酶的克隆基因，並轉染到大豆，產出抗草甘膦大豆。在1996年轉基因大豆作了市售。當前抗草甘膦作物包括大豆，玉米，芸苔，苜蓿，甜菜，棉花，小麥仍然在開發中。在2015年，89％的玉米，94％的大豆，並且在美國生產的89％的棉花是抗除草劑轉基因作物。

## 製劑和商品名稱
草甘膦在美國和世界各地的許多農藥企業上市，在不同的優勢解決方案和各種助劑，有幾十個商品名。截至2010年在市場上超過750種草甘膦產品。2012年按銷量上計算大約一半草甘膦的全球總消費量是用於傳統作物，亞太地區是規模最大，增長最快的市場。中國廠商集體是世界上最大的草甘膦及其前體生產商，佔全球出口量的30％左右。主要生產商包括安徽華星化工公司，巴斯夫，拜耳作物科學有限公司，陶氏益農，杜邦，孟山都，南通江山農藥化工有限公司，新農有限公司以及浙江新安化工集團公司等。
草甘膦是一種酸分子，因此它被配製成用於包裝和搬運的鹽。各種鹽製劑包括異丙胺，二銨，單銨或鉀作為抗衡離子。一些品牌包括一個以上的酸鹽。
佐劑是指已經加入到草甘膦產物的佐劑的量。滿載產品中含有所有必要的佐劑，包括表面活性劑，一些不包含佐劑系統，而其它產品僅含有有限量的佐劑，和額外的表面活性劑使用前必須先加入到噴霧罐中。
產品在活性成分的120，240，360，480，680克/升的製劑最常提供。在農業中最常見的製劑為360克/升，單獨或與添加陽離子表面活性劑。360克/升配方，歐洲法規允許多年生雜草如茅草的控制使用高達12升/公頃。更常見的3升/公頃的比率使用於農作物中一年生雜草的控制。

### 孟山都
70年代初孟山都研發並獲得專利使用草甘膦殺死雜草，並於1974年首先以農達牌子將其推向市場。雖然其最初的專利在1991年到期，孟山都保留在美國的獨家經營權，直至異丙胺鹽專利於2000年9月到期。截至2009年由於來自其他根基於草甘膦除草劑的其他生產商的競爭，銷售這些除草劑產品佔孟山都公司的收入約10％，他們的農達產品（包括轉基因種子）佔大約孟山都的毛利率的一半。
孟山都除草劑的活性成分是草甘膦的異丙胺鹽。在一些製劑中的另一重要成分是表面活性劑聚乙氧基牛脂胺。
孟山都還生產遺傳改造抗草甘膦的植物種子。中所包含這些種子基因的專利。這些作物允許農民使用草甘膦作為苗後除草劑產品除去大多數闊葉和穀物雜草。大豆是第一個抗草甘膦作物。

## 毒性

### 對人體影響
学者留意到，中美洲肾病Mesoamerican Nephropathy (MeN)在尼加拉瓜和萨尔瓦多的年轻男性甘蔗工人的流行率惊人地高。在甘蔗种植中常用的除草剂草甘膦可能破坏与肾功能有关的多种蛋白质的合成，从而引发这种肾病。

### 致癌性與轉基因食物
透過基因改造，可使作物能耐草甘膦，大幅提高使用草甘膦除草的效率。不過，草甘膦对大鼠体细胞有毒性，所以歐盟對食水中的殘留草甘膦含量有嚴格的規定。根據德國萊比錫大學於2011年12月進行的一項研究，在受驗的一批柏林市區居民的尿液樣本內，所有樣本均發現其殘留草甘膦含量比歐盟食水內的殘留標準高出5到20倍。足以證明草甘膦在人類的整條食物鏈內不斷殘留積累。所以現時有建議完全禁用草甘膦。

### 政府和組織立場

#### 歐洲食品安全局
德國風險評估研究所在2013年系統研究超過1000項流行病學研究、動物實驗、體外研究，並發現「無致癌性分類和標籤是有道理的」。
2015年11月歐洲食品安全局公佈了草甘膦的風險評估結論，稱這是「對人類不太可能構成致癌風險」。

#### 美國環境保護署
美國環保局在1993年對草甘膦進行的最後審核顯示其沒有致癌性和有相對較低的皮膚和口服的急性毒性。個人一生進食最大含量殘留草甘膦噴塗。表明沒有不利的健康影響。截至2015年3月，美國環保署正在審查草甘膦的毒性。

#### 世衛組織國際癌症研究機構、糧農組織等
2015年3月，世界衛生組織（WHO）國際癌症研究機構發表了他們對草甘膦的總結和分類，根據流行病學研究，動物研究和體外研究草甘膦「可能對人類致癌」（2A類）。「有限的證據」說明其可能引起非霍奇金淋巴瘤。
孟山都公司稱國際癌症研究機構報告有偏見，並表示希望它被收回。2016年孟山都公司起訴加州除草劑的致癌物質分類。
2016年專家聯合國糧食及農業組織（糧農組織）小組的食品中農藥殘留的聯席會議與環境和世界衛生組織核心評估小組農藥殘留（農藥殘留會議），得出的結論是根據現有證據「通過飲食攝入草甘膦不太可能構成人類致癌的風險」。

## 中毒之處理
- 主要成份

嘉磷塞異丙胺鹽（Isopropylamine）之醣磷類佔41%，非離子性之表面擴張劑（polyoxyethyleneamine）佔15%，普遍以褐黃色溶液型態出售。
- 症狀

一般在口服後15分鐘內，便可能產生嘔吐及喉部疼痛現象，另外接著可能產生腹痛及腹瀉症狀，通常服用量超過 100 ml 者，較易有明顯症狀發生。嚴重中毒的患者則可能伴隨有低血壓、口腔潰爛、消化道潰瘍、呼吸困難、咳嗽、發紺、寡尿及腎功能損傷、電解質不平衡等情形。在以往，死亡原因多認為乃是因腹瀉導致的低血壓所致，但根據近年來的觀察，呼吸道的傷害，可能才是造成死亡的原因，其中特別是年齡愈大、肺部損傷愈嚴重者，更容易死亡。 
- 送醫

## 抗草甘膦雜草
在1990年代當分別介紹了第一個轉基因作物，如抗草甘膦玉米，油菜，大豆和棉花之前沒有任何抗草甘膦雜草。到了2014年抗草甘膦雜草成為抗除草劑的主要研究。當時有18個國家23種抗草甘膦品種。雜草對除草劑抗性被稱為「超級雜草」。
第一起有记录的抗草甘膦雜草发生在澳大利亚的瑞士黑麦草（Lolium rigidum）。到2014年瑞士黑麦草是在12個國家發現，影響超過200萬公頃。截至2010年在美國2.8至4.0百萬公頃土壤由超級雜草折磨，或68百萬公頃中約5％種植了玉米，大豆，棉花，農作物受影響最嚴重，有22個州。2012年查爾斯·布魯克在美國雜草科學學會報導中列出美國的22種超級雜草，超過5,700,000公頃雜草侵擾和陶氏益農已進行了一項調查，並報告約40,000,000公頃的數字。截至2014年國際調查抗除草劑雜草數據庫中列出211雜草對草甘膦抗性。為了應對抗性雜草，農民們用手工除草，用拖拉機在作物土壤之間翻轉，使用非草甘膦除草劑等。孟山都的科學家們發現，一些耐藥性雜草對一個名為EPSPS的基因有多達160額外的拷貝，這酶干擾了草甘膦。

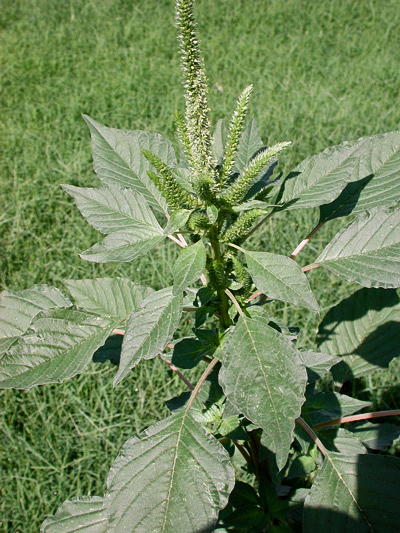
长芒苋（Amaranthus palmeri）
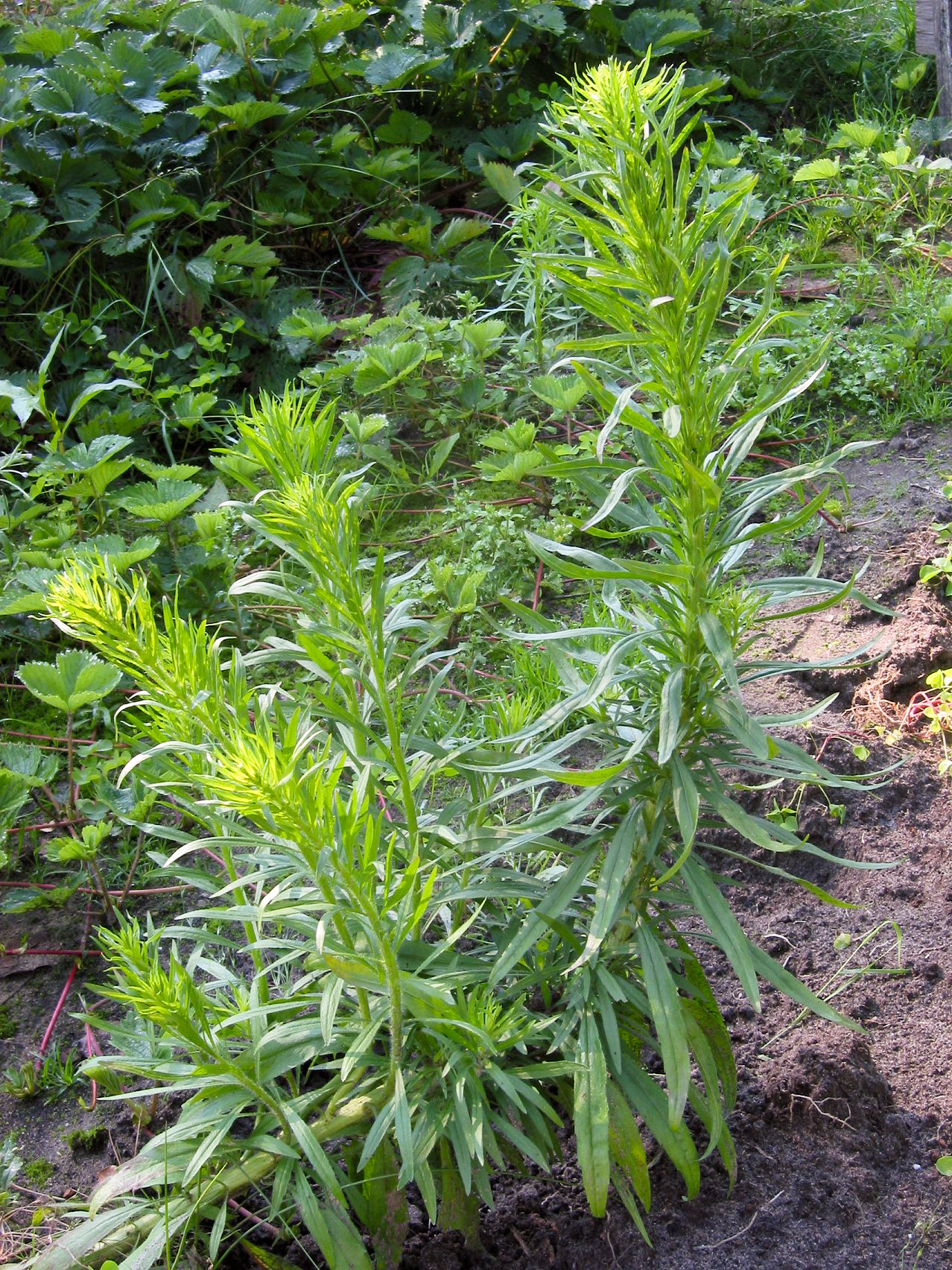
加拿大乍蓬（Conyza canadensis）
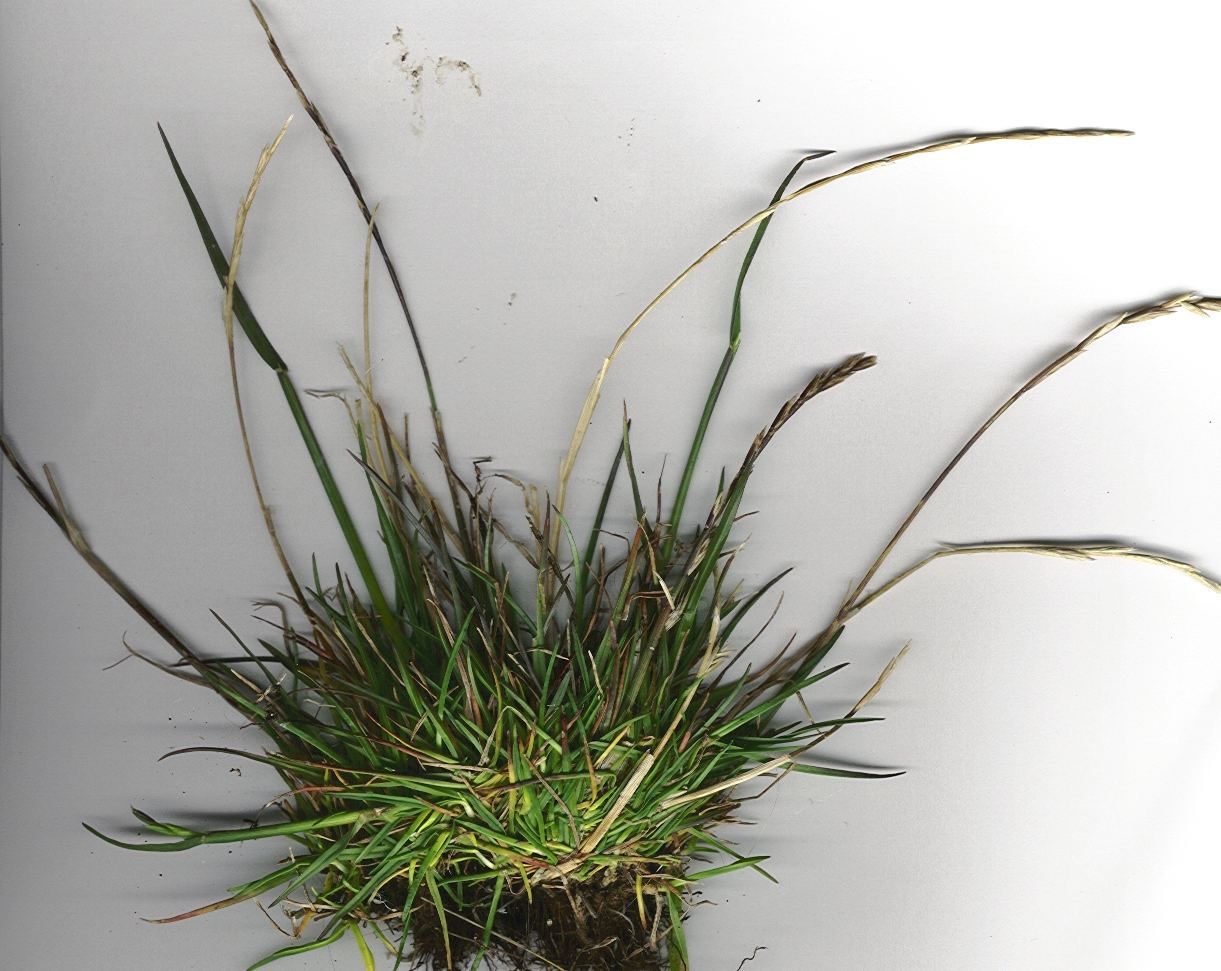
多年生黑麦草（Ryegrass Lolium perenne）

## 圖集

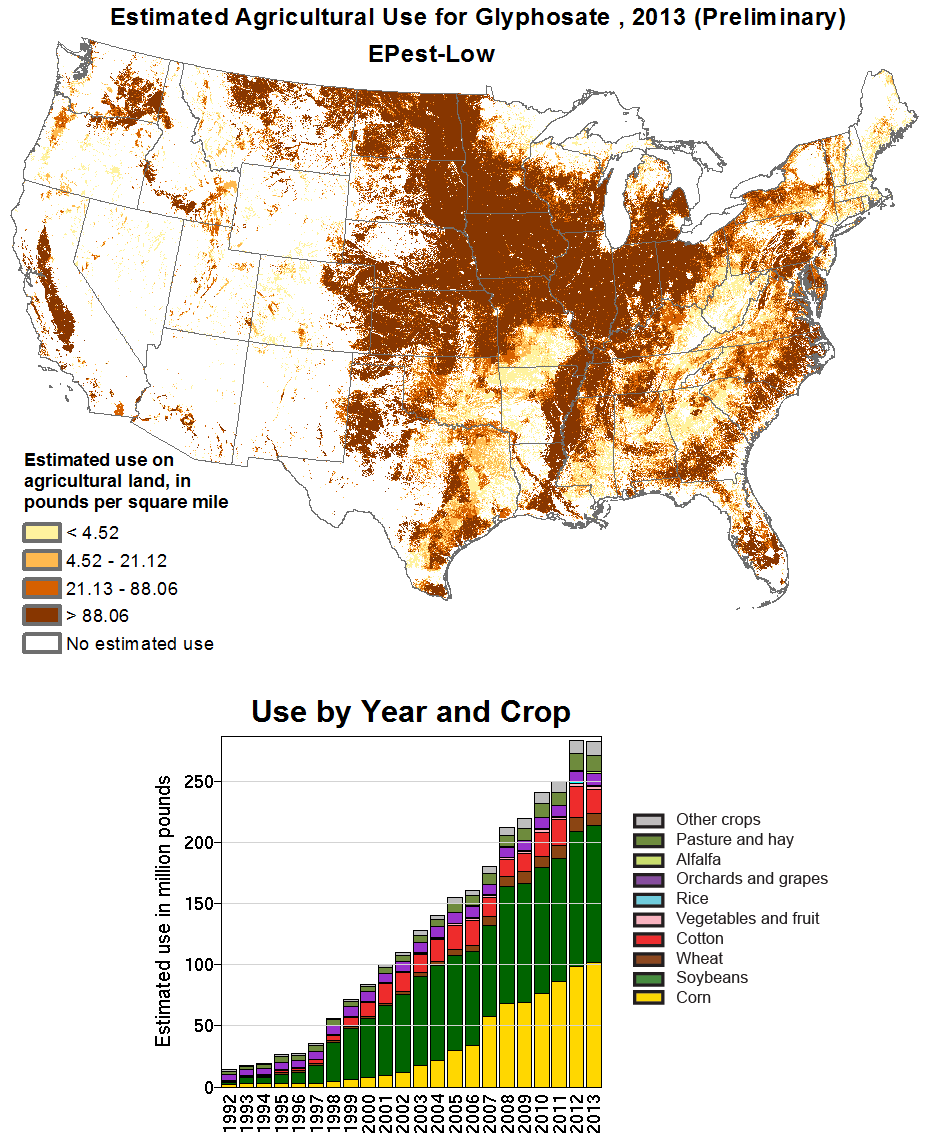
估計2013年在美國使用草甘膦和1992年至2013年估計總共用量
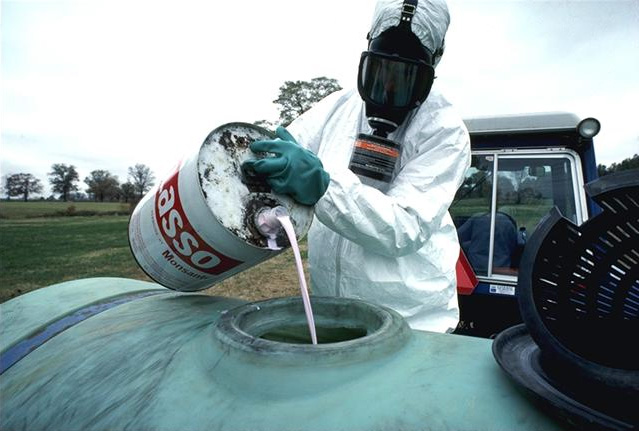
農達使用
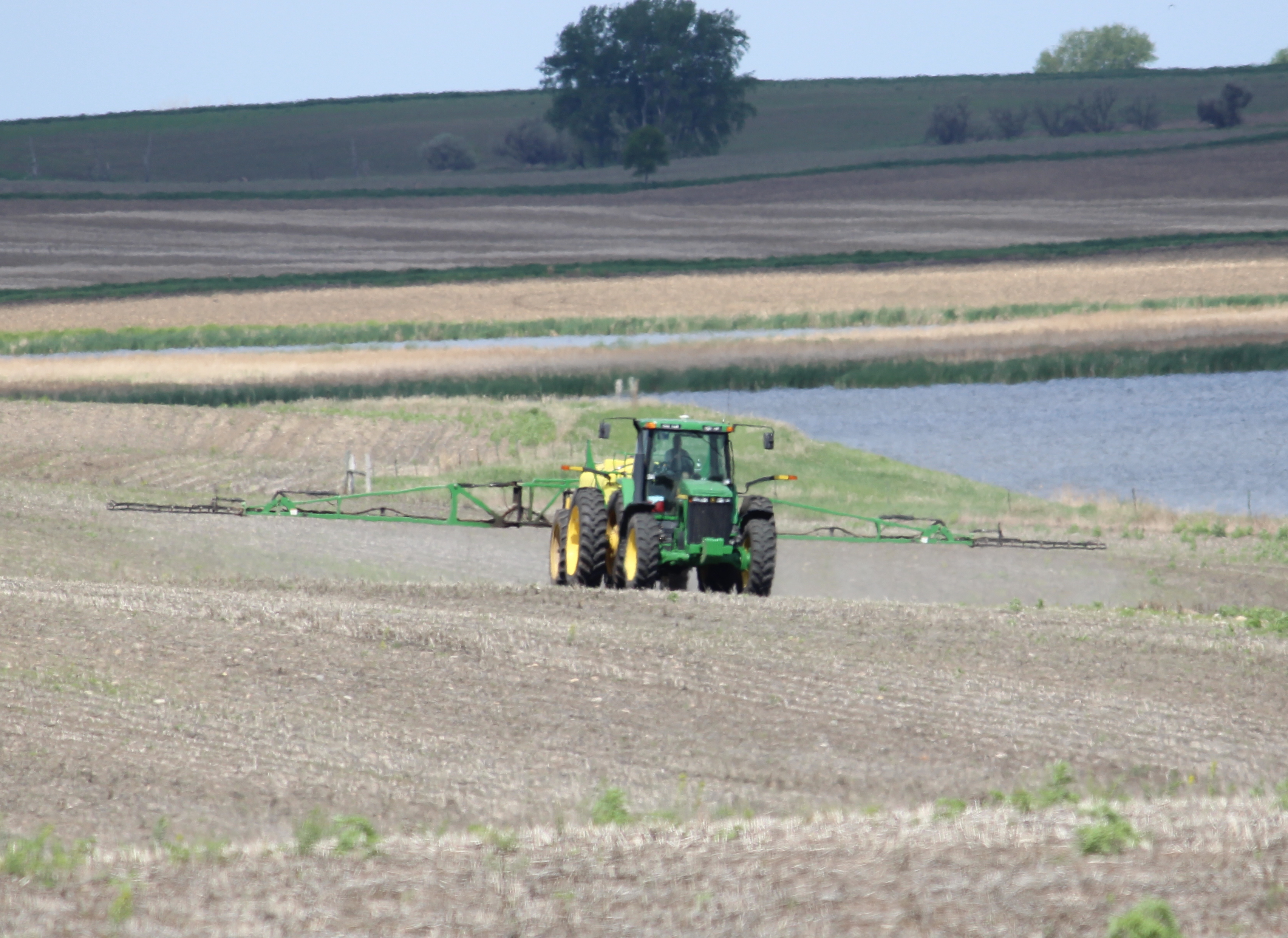
由長臂噴灑除草劑
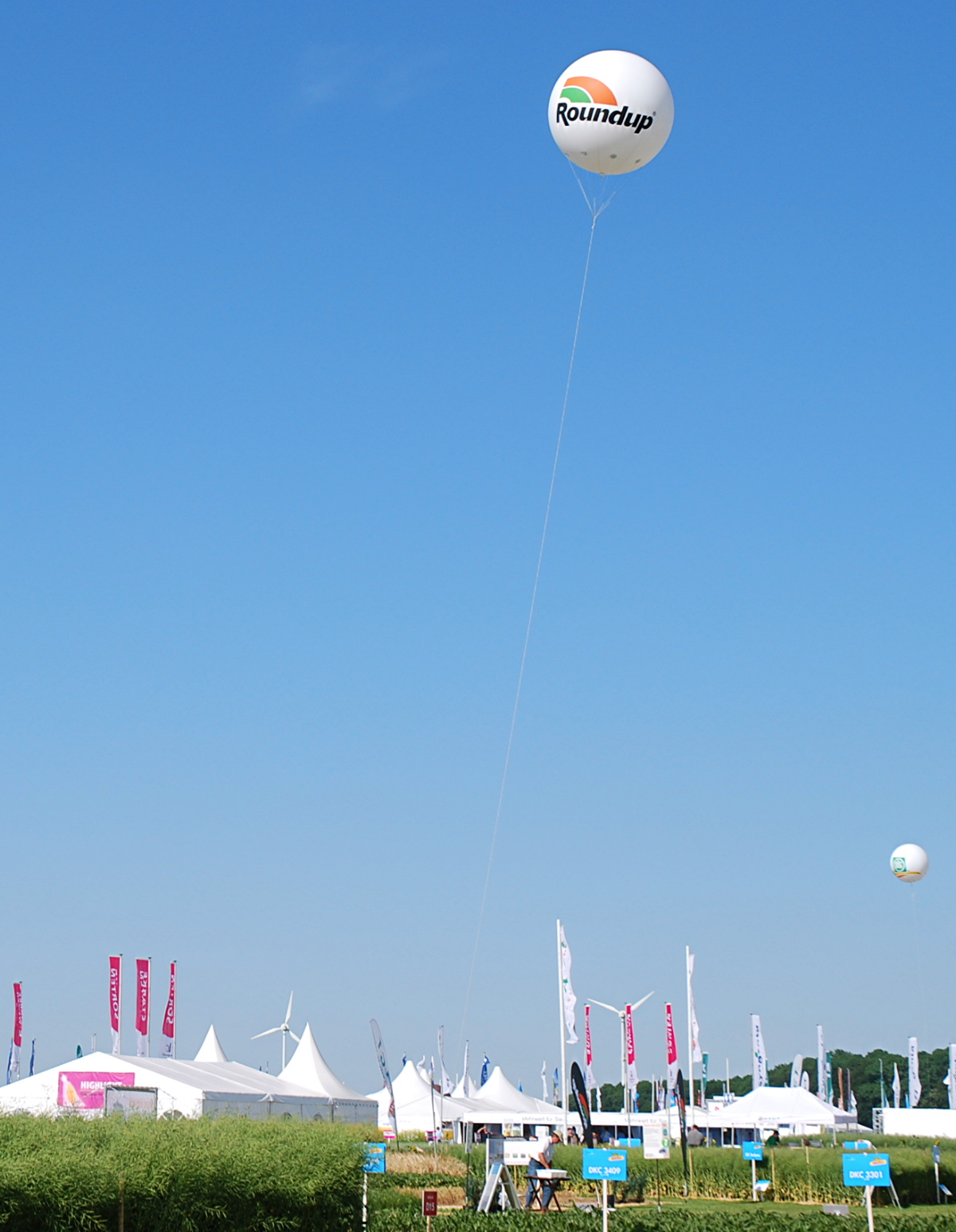
農達氣球
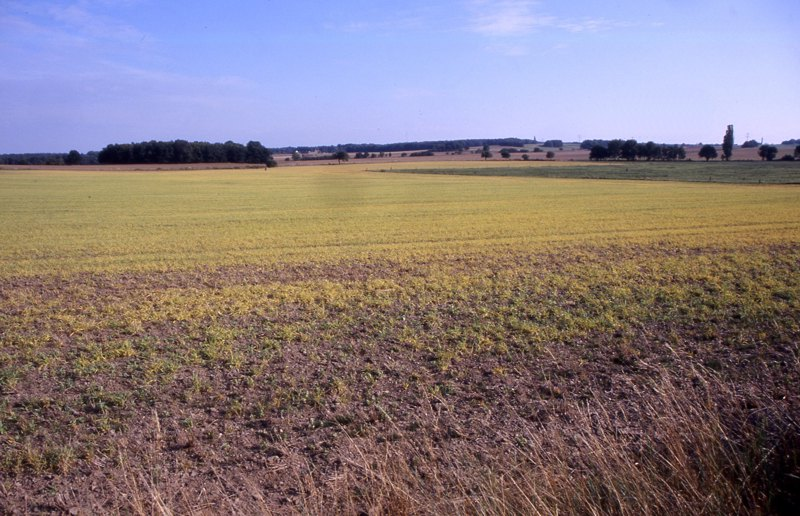
使用農達播種前殺掉來自田中的雜草或競爭植物。
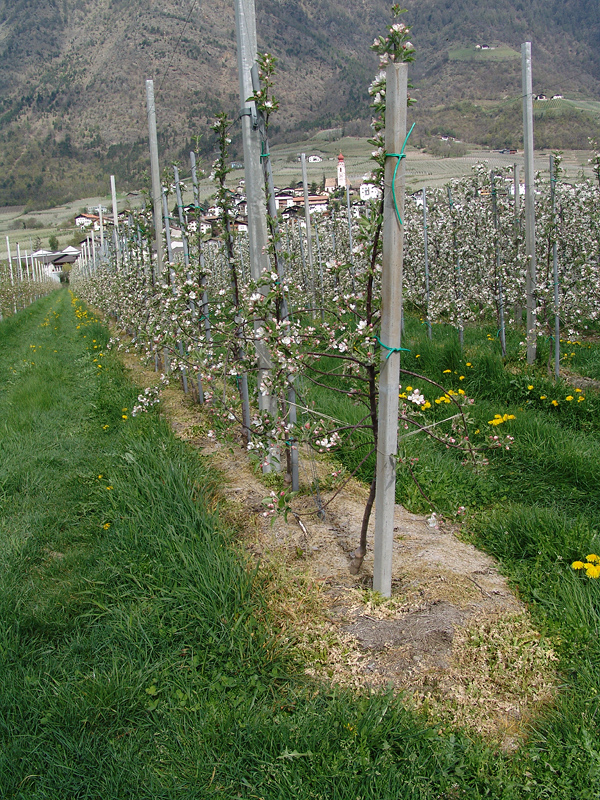
蘋果園使用農達
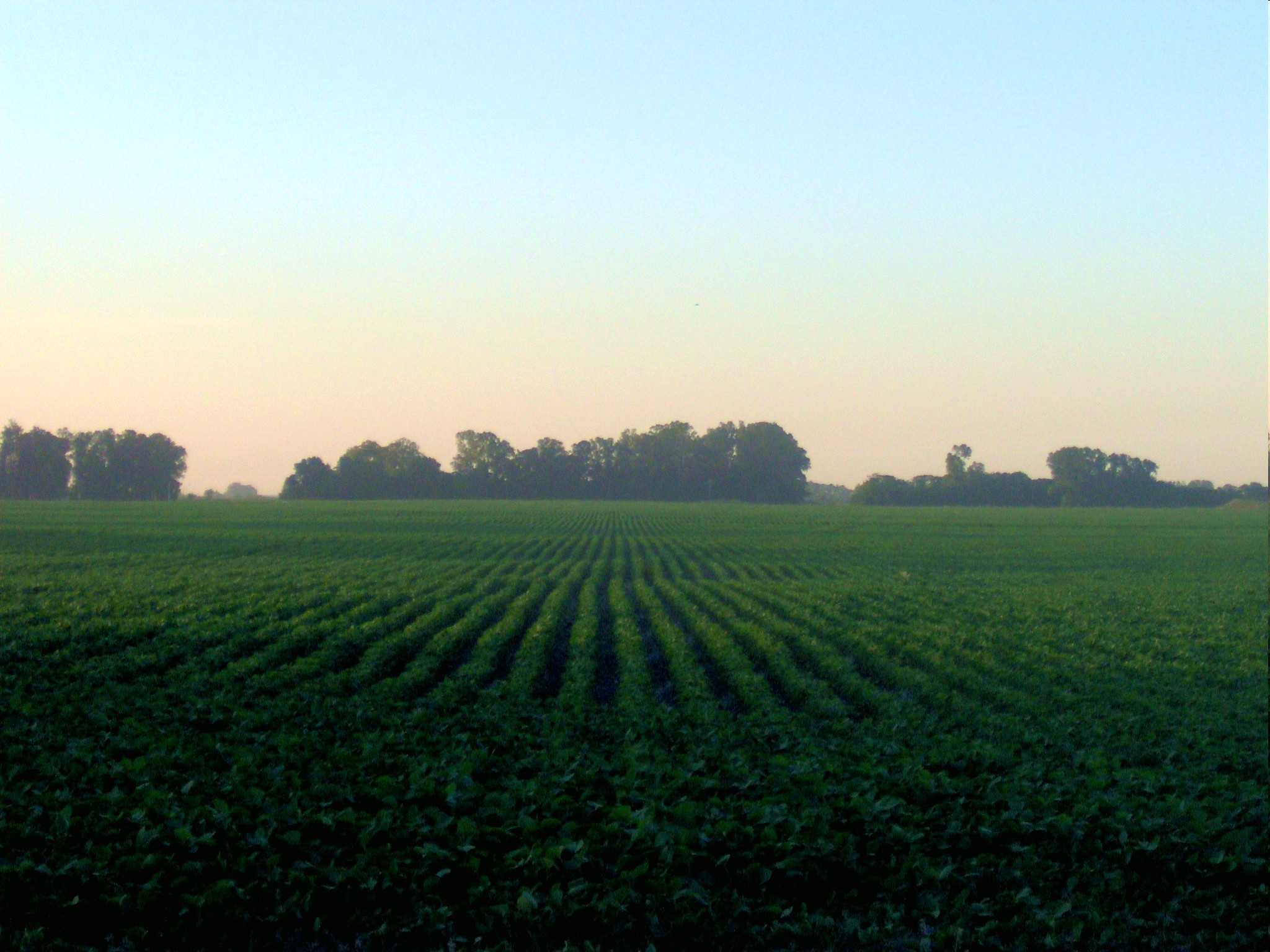
在轉基因大豆的種植園使用農達
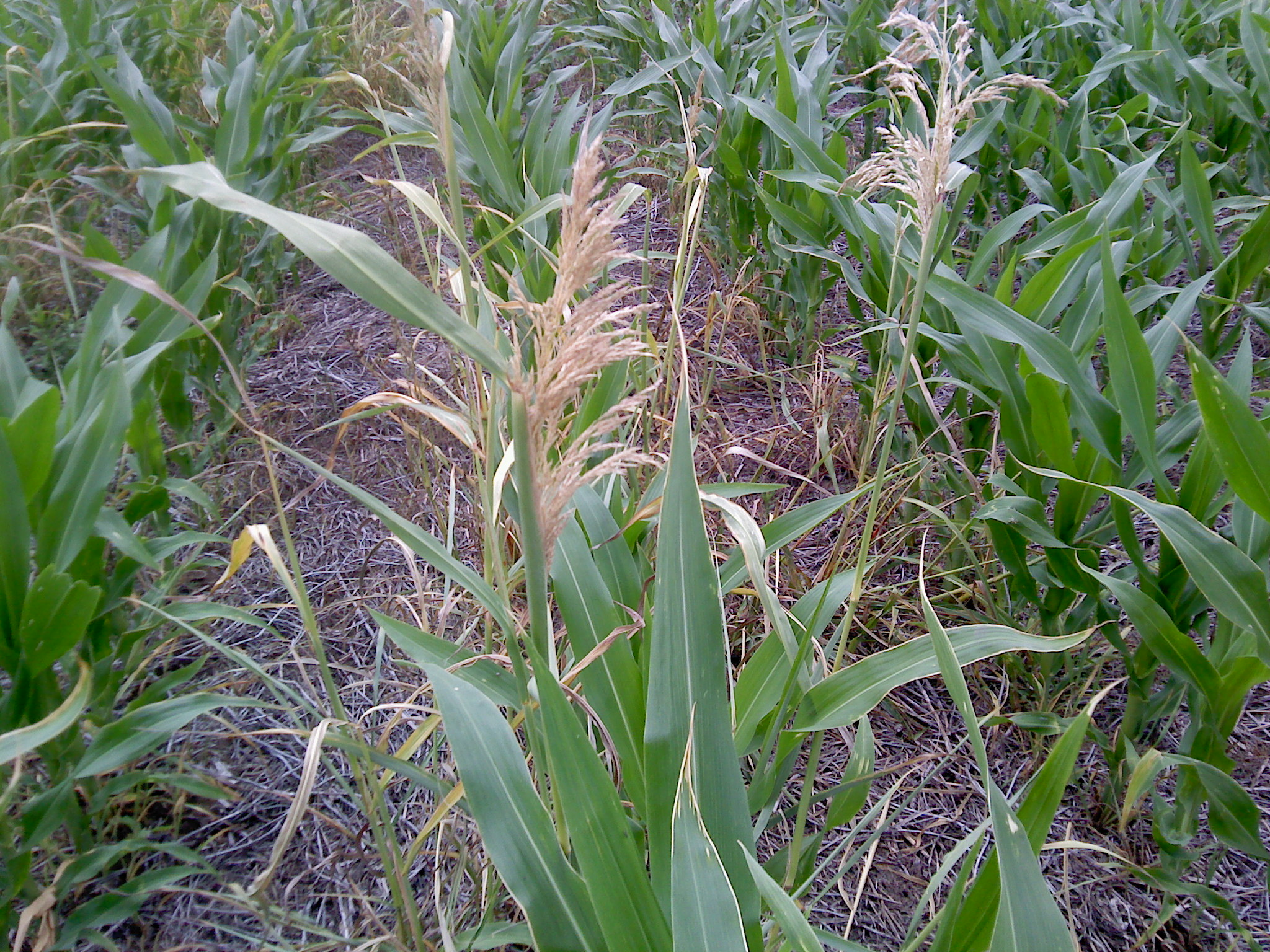
由除草劑來控制所有雜草的轉基因耐草甘膦玉米植物
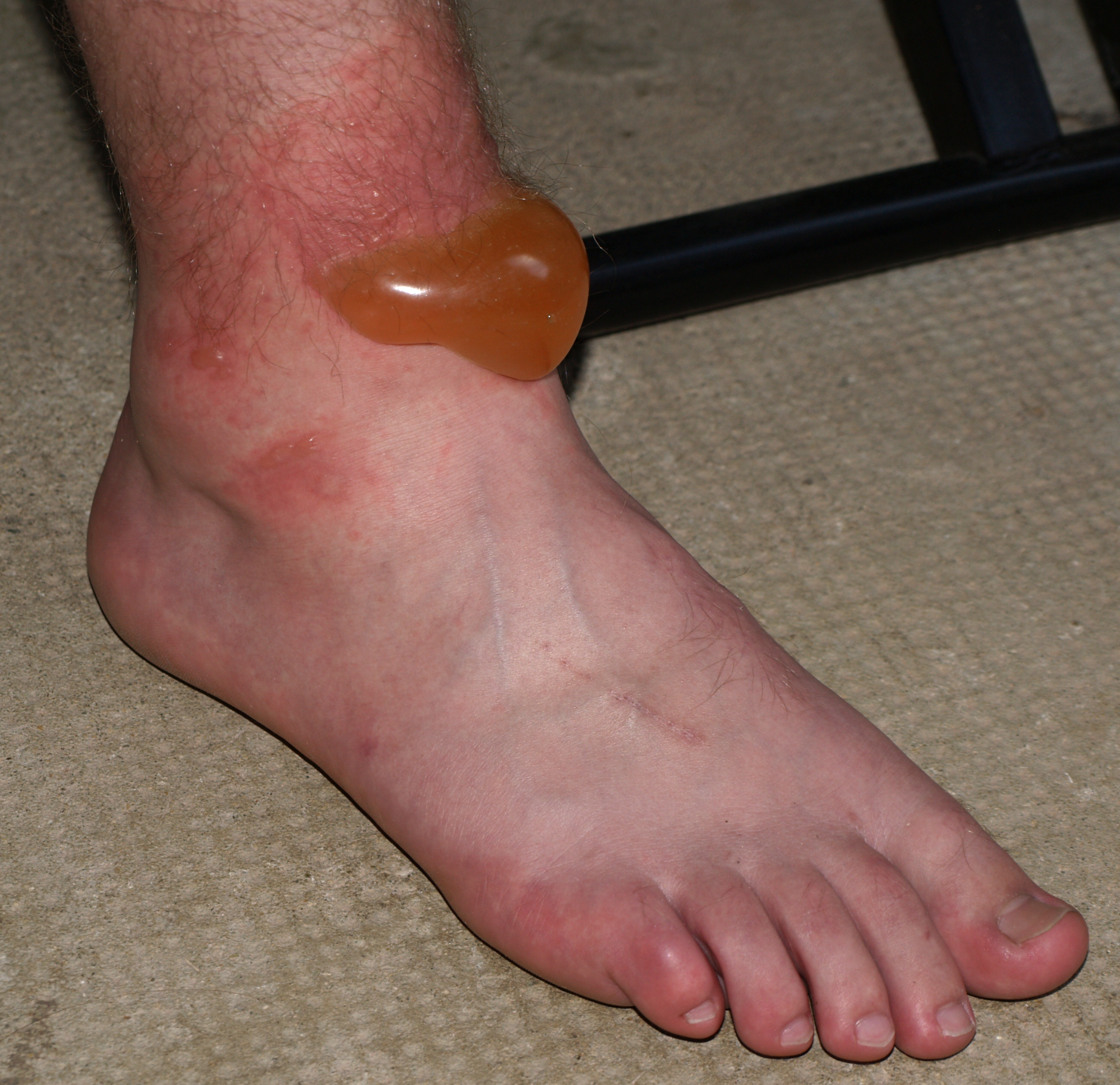
農達引起水泡